# 统一县
统一县（越南语：／）是越南同奈省下辖的一个县。

## 地理
统一县北接定贯县，南接锦美县和隆城县，西接壮奔县，东接隆庆市。

## 历史
2019年5月10日，保咸二社部分区域划归春盛社和兴禄社，春盛社部分区域划归保咸二社和兴禄社，光中社部分区域划归保咸二社，春盛社改制为油之市镇。

## 行政区划
统一县下辖1市镇9社，县莅油之市镇。
- 油之市镇（Thị trấn Dầu Giây）
- 保咸二社（Xã Bàu Hàm 2）
- 嘉新一社（Xã Gia Tân 1）
- 嘉新二社（Xã Gia Tân 2）
- 嘉新三社（Xã Gia Tân 3）
- 嘉俭社（Xã Gia Kiệm）
- 兴禄社（Xã Hưng Lộc）
- 25路社（Xã Lộ 25）
- 光中社（Xã Quang Trung）
- 春善社（Xã Xuân Thiện）